# Campionati statunitensi di sci alpino 2006
I Campionati statunitensi di sci alpino 2006 si sono svolti a Sugarloaf dal 24 al 29 marzo. Il programma ha incluso gare di discesa libera, supergigante, slalom gigante, slalom speciale e combinata, tutte sia maschili sia femminili.
Trattandosi di competizioni valide anche ai fini del punteggio FIS, vi hanno partecipato anche sciatori di altre federazioni, senza che questo consentisse loro di concorrere al titolo nazionale statunitense.

## Risultati

### Uomini

#### Discesa libera
| Pos. | Atleta           | Nazione     | Tempo   |
| ---- | ---------------- | ----------- | ------- |
| 1    | Bode Miller      | Stati Uniti | 1:15,27 |
| 2    | Daron Rahlves    | Stati Uniti | 1:15,88 |
| 3    | Justin Johnson   | Stati Uniti | 1:16,14 |
| 4    | Scott Macartney  | Stati Uniti | 1:16,40 |
| 5    | Steven Nyman     | Stati Uniti | 1:16,43 |
| 6    | Erik Fisher      | Stati Uniti | 1:16,73 |
| 7    | Ted Ligety       | Stati Uniti | 1:16,79 |
| 8    | Marco Sullivan   | Stati Uniti | 1:16,89 |
| 9    | Kevin Francis    | Stati Uniti | 1:17,09 |
| 10   | Warner Nickerson | Stati Uniti | 1:17,15 |

Data: 25 marzo

#### Supergigante
| Pos. | Atleta                 | Nazione     | Tempo   |
| ---- | ---------------------- | ----------- | ------- |
| 1    | Daron Rahlves          | Stati Uniti | 1:18,80 |
| 2    | Scott Macartney        | Stati Uniti | 1:19,11 |
| 3    | TJ Lanning             | Stati Uniti | 1:19,55 |
| 4    | Bode Miller            | Stati Uniti | 1:19,64 |
| 5    | Andrew Weibrecht       | Stati Uniti | 1:20,40 |
| 6    | Steven Nyman           | Stati Uniti | 1:20,45 |
| 7    | Justin Johnson         | Stati Uniti | 1:20,58 |
| 8    | Marco Sullivan         | Stati Uniti | 1:20,65 |
| 9    | Manuel Osborne-Paradis | Canada      | 1:21,06 |
| 10   | Christopher Beckmann   | Stati Uniti | 1:21,26 |

Data: 26 marzo

#### Slalom gigante
| Pos. | Atleta               | Nazione     | Tempo   |
| ---- | -------------------- | ----------- | ------- |
| 1    | Bode Miller          | Stati Uniti | 2:08,15 |
| 2    | Jimmy Cochran        | Stati Uniti | 2:09,23 |
| 3    | Chip Knight          | Stati Uniti | 2:09,75 |
| 4    | Ted Ligety           | Stati Uniti | 2:10,32 |
| 5    | Warner Nickerson     | Stati Uniti | 2:10,84 |
| 6    | Evan Weiss           | Stati Uniti | 2:11,95 |
| 7    | Andrew Weibrecht     | Stati Uniti | 2:11,99 |
| 8    | Charles Christianson | Stati Uniti | 2:12,30 |
| 9    | Steven Nyman         | Stati Uniti | 2:12,46 |
| 10   | Scott Macartney      | Stati Uniti | 2:12,53 |

Data: 28 marzo

#### Slalom speciale
| Pos. | Atleta           | Nazione     | Tempo   |
| ---- | ---------------- | ----------- | ------- |
| 1    | Ted Ligety       | Stati Uniti | 1:33,26 |
| 2    | Jimmy Cochran    | Stati Uniti | 1:33,35 |
| 3    | Chip Knight      | Stati Uniti | 1:34,58 |
| 3    | Cody Marshall    | Stati Uniti | 1:34,58 |
| 5    | Tom Rothrock     | Stati Uniti | 1:34,75 |
| 6    | Drew Roberts     | Stati Uniti | 1:35,11 |
| 7    | David Chodounsky | Stati Uniti | 1:35,65 |
| 8    | Stefan Hughes    | Stati Uniti | 1:36,57 |
| 9    | Steven Nyman     | Stati Uniti | 1:36,63 |
| 10   | Zachary Brown    | Stati Uniti | 1:36,69 |

Data: 27 marzo

#### Combinata
| Pos. | Atleta     | Nazione     |
| ---- | ---------- | ----------- |
| 1    | Ted Ligety | Stati Uniti |
| 2    | ?          | ?           |
| 3    | ?          | ?           |

### Donne

#### Discesa libera
| Pos. | Atleta           | Nazione     | Tempo   |
| ---- | ---------------- | ----------- | ------- |
| 1    | Kirsten Clark    | Stati Uniti | 1:19,65 |
| 2    | Julia Mancuso    | Stati Uniti | 1:20,14 |
| 3    | Stacey Cook      | Stati Uniti | 1:20,22 |
| 4    | Resi Stiegler    | Stati Uniti | 1:20,68 |
| 5    | Megan McJames    | Stati Uniti | 1:20,74 |
| 6    | Julia Littman    | Stati Uniti | 1:20,77 |
| 7    | Tereza Chárová   | Rep. Ceca   | 1:20,82 |
| 8    | Bryna McCarty    | Stati Uniti | 1:20,91 |
| 9    | Chelsea Marshall | Stati Uniti | 1:21,09 |
| 10   | Jonna Mendes     | Stati Uniti | 1:21,24 |

Data: 25 marzo

#### Supergigante
| Pos. | Atleta            | Nazione     | Tempo   |
| ---- | ----------------- | ----------- | ------- |
| 1    | Stacey Cook       | Stati Uniti | 1:23,90 |
| 2    | Kirsten Clark     | Stati Uniti | 1:24,01 |
| 3    | Kaylin Richardson | Stati Uniti | 1:24,04 |
| 4    | Julia Mancuso     | Stati Uniti | 1:24,38 |
| 5    | Resi Stiegler     | Stati Uniti | 1:24,53 |
| 6    | Jonna Mendes      | Stati Uniti | 1:24,93 |
| 7    | Megan McJames     | Stati Uniti | 1:25,01 |
| 8    | Bryna McCarty     | Stati Uniti | 1:25,30 |
| 9    | Libby Ludlow      | Stati Uniti | 1:25,39 |
| 10   | Katie Hitchcock   | Stati Uniti | 1:25,62 |

Data: 26 marzo

#### Slalom gigante
| Pos. | Atleta          | Nazione     | Tempo   |
| ---- | --------------- | ----------- | ------- |
| 1    | Caitlin Ciccone | Stati Uniti | 2:17,96 |
| 2    | Julia Mancuso   | Stati Uniti | 2:18,10 |
| 3    | Stacey Cook     | Stati Uniti | 2:18,24 |
| 4    | Alice McKennis  | Stati Uniti | 2:18,64 |
| 5    | Libby Ludlow    | Stati Uniti | 2:19,69 |
| 6    | Lauren Ross     | Stati Uniti | 2:19,98 |
| 7    | Jenny Lathrop   | Stati Uniti | 2:22,99 |
| 8    | Laurel Carter   | Stati Uniti | 2:23,10 |
| 9    | Megan Hughes    | Stati Uniti | 2:23,72 |
| 10   | Abbi Lathrop    | Stati Uniti | 2:24,38 |

Data: 29 marzo

#### Slalom speciale
| Pos. | Atleta            | Nazione     | Tempo   |
| ---- | ----------------- | ----------- | ------- |
| 1    | Kaylin Richardson | Stati Uniti | 1:41,26 |
| 2    | Caitlin Ciccone   | Stati Uniti | 1:41,85 |
| 3    | Julia Mancuso     | Stati Uniti | 1:42,74 |
| 4    | Lucie Zíková      | Rep. Ceca   | 1:43,74 |
| 5    | Jilyne McDonald   | Stati Uniti | 1:43,82 |
| 6    | Resi Stiegler     | Stati Uniti | 1:43,99 |
| 7    | Laurel Carter     | Stati Uniti | 1:44,24 |
| 8    | Megan Hughes      | Stati Uniti | 1:44,31 |
| 9    | Jamie Kingsbury   | Stati Uniti | 1:44,63 |
| 10   | Abbi Lathrop      | Stati Uniti | 1:45,36 |

Data: 27 marzo

#### Combinata
| Pos. | Atleta        | Nazione     |
| ---- | ------------- | ----------- |
| 1    | Julia Mancuso | Stati Uniti |
| 2    | ?             | ?           |
| 3    | ?             | ?           |